# Pokolj u Tordincima
Pokolj u Tordincima je bio ratni zločin, počinjen početkom Domovinskog rata 25. studenoga 1991. Počinili su ga srpski teroristi nad Hrvatima iz sela Tordinaca, a jedan od zlikovaca koji je osobno ubio nekoliko baba bio je i Toma Nikolić.

## Tijek događaja
Selo se opiralo veliksrpskim osvajačima, a palo je 25. listopada 1991. Nakon što su velikosrbi okupirali Tordince, iz osvete su isti dan pobili 208 osoba. Prvotna izvješća izbjeglih Hrvata spominjala su 120 do 160 ljudi. Vijest je stigla do hrvatske javnosti 17. prosinca 1991., nakon što su se izbjeglice iz Tordinaca i Antina uspjele probiti do Vinkovaca. Izbjeglice su rekle svoju procjenu da su četnici pobili 120 do 160 mještana. Pobivene mještane zakopali su zajedno s ubijenom stokom. Pokopali su ih u jami pokraj rimokatolike crkve dubokoj 1,5 metar i dugoj 25 metara. Tad je do hrvatske javnosti tigla informacija da je u Antinu pokraj željezničke postaje Markušica zakopan veliki broj Hrvata. Tek 22. ožujka 1992. kad je otkrivena masovna grobnica vidio se pravi srazmjer pokolja.